# 七龍珠年代記
七龍珠年代記（日語：ドラゴンボールの世界における年表）由日本漫畫家鳥山明《七龍珠》原作，以及後續改編的動畫影集系列《七龍珠》、《七龍珠Z及七龍珠改》、《七龍珠超》、《七龍珠GT》日本集英社已公開的七龍珠歷史設定集構成。
在《七龍珠》的世界裡，未來的特南克斯(日語：トランクス)及賽魯(日語：セル)通過時光機衍生諸多個平行世界(日語：英語：)。 在這部作品中，特南克斯也曾經談及過此事，即使回到過去讓歷史改寫也無法反映在他的未來世界中。
在《七龍珠Z 神與神》之前的許多劇場版作品與原作和電視動畫相互矛盾。鳥山明「劇場版是我的漫畫主要故事的另一個次元。」
在《七龍珠超》中登場的時之戒(日語：時の指輪)。 在電視動畫《七龍珠超》「"未來的"特南克斯篇」的最後一話，講述有一枚銀色戒指和五枚綠色戒指以及札瑪斯的未來歷史。 在漫畫版《七龍珠超》界王神格瓦斯替時之戒解釋「曾經生活在第12個宇宙中的先進文明的人類，由於使用戒指回到過去，製造出原本不可能創造的機器而改變歷史，這就是當時用於創造平行世界的戒指，後來被嚴格禁止。」當扎馬斯與界王神格瓦斯使用時之戒指時，格瓦斯「在扎馬斯成為門徒之前，他使用戒指時間比扎馬斯早400多年」。

## 七龍珠的正史
2013年起的《七龍珠Z 神與神》宣傳海報中的簡介開始使用“正史”，在此之前的七龍珠原作漫畫及改編的動畫系列稱為“歷史”。
正史一詞出現後，也令不少七龍珠粉絲產生“正史、歷史”混淆的情形發生。常見如：克維拉、波傑克、卡利克二世，或《七龍珠GT》《七龍珠Online》等。
正史，英文：Official History，亦可稱為「官方的歷史」。定義會因為不同的國家/地區的粉絲，對七龍珠正史的解釋也有所不同。例如來自中國、台灣和香港的七龍珠粉絲普遍覺得「七龍珠的正史：鳥山明本人」，但來自中南美洲的七龍珠粉絲卻認為「七龍珠的版權擁有者(官方)所制定的七龍珠歷史，稱為正史。」。也有一些情況下仍然以「歷史」稱呼，例如在2017年11月，日本東映動畫的導演及製作人2人前往西班牙的巴塞隆納"動畫與漫畫博覽會"接受採訪，在回答預計明年3月七龍珠超的電視動畫版停止播放時接著說「七龍珠的歷史不會結束。」。
因為「《七龍珠》的正史與歷史」對粉絲而言非常重要，所以在網路世界中經常被拿來討論。

## 主要的歷史

### 遠古時代
神曆41年
龍神ザラマ製造出直徑37,196.2204km的超級七龍珠(日語：超ドラゴンボール)。
神曆42年
ザラマ獲得超級七龍珠紅色星星標記的專利。
超過1億年前
已經存在一個界王星。
幾位界王神在大界王星修行已累積數萬年的時間。
約7500萬年前
第十五代界王神與破壞神比魯斯(日語：破壊神ビルス)發生爭執，老界王神被比魯斯封印在Z寶劍中。
約500萬年前
魔法師比比迪(日語：魔導師ビビディ)創造魔人普烏(日語：魔人ブウ)在短時間內摧毀上百顆行星（原創劇情）。
大界王神帶領四位界王神，挑戰魔人普烏，但被打敗。 東界王神受重傷；北界王神和西界王神被擊敗，大界王神和南界王神被魔人普烏(日語：魔人ブウ)吸收。
巴比迪將封印的魔人普烏的蛋帶到地球。
比比迪被東界王神擊敗、巴比迪倖存下來。魔人普烏的蛋仍然留在地球上。
數萬年前
太上老君與アンニン開始接管五行山的八卦爐（原創劇情）。
7000年前
北方銀河的戰士ミゴレン勇敢地與邪惡外星人戰鬥。（原創劇情）。
4237年前
來自魔凶星卡利克Jr.(日語：ガーリックJr.)的祖先來到地球（原創劇情）。
3500年前
北銀河戰士サーテ保護主要星球、奮力抵抗隕石（原創劇情）。
739年前
蛇道神成為蛇姫，在蛇道中間地點建造一座城堡（原創劇情）。
238年前
賽亞人之間的傳說，超級賽亞人出現。
這位超級賽亞人名為「ヤモシ」
237年前
海龜出生。
250年
占卜婆婆(日語：占いババ)開始她的家族事業。
261年
閻魔大王通過蛇道來到界王星。
蛇姫女王愛上閻魔大王（原創劇情）。
那美克星氣候發生嚴重異常變化，卡達茲之子獨自搭乘宇宙船來到地球而倖免於難。
430年
龜仙人(日語：亀仙人)出生。
431年
卡達茲之子成為地球之神的門徒。
431年～461年
卡達茲之子為爭奪地球上「神」的位子，與卡利克發生激烈的戰爭（原創劇情）。
卡達茲之子創造終極七龍珠(日語：究極のドラゴンボール)（原創劇情）。
448年
武泰斗的弟子愛上修行中的龜仙人，並一起接受培訓（原創劇情）。
459年
桃白白出生。
461年
卡達茲之子成為地球上的神。
卡利克極力反抗卡達茲之子，但最終失敗（原創劇情）。
卡達茲之子將邪惡之心從內心驅除後就任地球上「神」的職位，而這個邪惡之心成為「比克大魔王(日語：ピッコロ大魔王)」、武泰斗利用「魔封波」將比克大魔王封印後亡。
474年
達布拉(日語：ダーブラ)派部下對地球進行調查。
550年
原始的賽亞人用神秘的宇宙船登陸プラント星球。。
553年
龜仙人開始蒐藏色情書刊。
650年
龜仙人在海底找到一顆三星球。
650年
5月7日
第1屆天下第一武道大會(日語：天下一武道会)開幕。
658年
孫悟飯出生。
662年
地球的神找到波波先生(日語：ミスター・ポポ)。
715年
ムラサキ曹長出生。
720年～730年
達爾王(日語：ベジータ王)率領賽亞人戰士攻打茲夫爾人。
茲夫爾人用剩餘的科學力量製造寄生形生物。將這個生物植入茲夫爾王的基因後釋放到宇宙中。（原創劇情）。
茲夫爾科學家莱基博士(日語：Dr．ライチー)死亡，一個毀滅性放大器哈西亞克被發射到太空。（七龍珠Z外傳 賽亞人滅絕計畫）。
賽亞人獲得壓倒性的勝利，將茲夫爾星改名為達爾行星。
721年
タイツ出生。
ナム出生。
722年
ブルー将軍出生。
1月17日
則卷太平出生。
726年
ランファン出生。
727年
8月13日。
山吹みどり出生。
730年
摘鶴燐(日語：摘鶴燐)出生。
桃白白開始從事「職業殺手」的工作。
9月24日。
空豆太郎(日語：空豆タロウ)出生。
731年
賽亞人與弗力札(日語：フリーザ)合作，開始行星買賣。
達爾王娶妻。
732年
達爾出生。
蘭琪出生。
9月1日
空豆小雄(日語：空豆ピースケ)出生。
12月21日
木绿茜(日語：木緑あかね)出生。
732～737年
達爾、達爾王跪見比魯斯（神與神、七龍珠超）。
733年
天津飯(日語：天津飯)出生。
3月20日
飲茶出生。
5月8日
地球的國王就任。
8月18日
布瑪出生。
735年
亞奇洛貝(日語：ヤジロベー)出生。
貝比發誓要向賽亞人復仇，啟動"全宇宙計劃"以復興茲夫爾人。（原創劇情）。
賽亞人開始對弗力札產生反感。 賽亞人之間的內亂經常發生。
撒旦先生(日語：ミスター・サタン)出生。
タイツ和ウエスト從大學畢業（JACO）。
10月29日
克林出生。

### 銀河巡警JACO
鳥山明2013年連載的短篇漫畫作品《銀河巡警JACO》，單行本還附『DRAGON BALL 命中注定被遺棄的小孩』。
737年
卡卡洛特(日語：カカロット)出生。
布羅利(日語：ブロリー)出生（燃燒!!熱戰・烈戰・超激戰）。
賽亞人成功將カナッサ星與ミート星鎮壓。
貝吉達將強化的栽培人一網打盡（一夫當關的最後決戰）。
貝吉達王知道布羅利的潛在力量後，下令將他與帕拉加斯謀殺（燃燒!!熱戰・烈戰・超激戰）。
貝吉達王反抗弗力札，但是被反殺（原創劇情）。
弗力札將巴達克與貝吉達行星毀滅（一夫當關的最後決戰）。
孫悟空從貝吉達行星逃出。
克維拉(日語：クウラ)及部下透過螢幕看到卡洛特的宇宙船朝著地球方向飛去（最強對最強）。
布羅利的潛在力量爆發，與父親一起逃脫（燃燒!!熱戰・烈戰・超激戰）。
JACO收到命令制服前往地球的賽亞人嬰兒（卡洛特）（命中注定被遺棄的小孩）。
8月或9月的某日（卡洛特抵達地球前四天）
JACO遇見オオモリ（JACO）。
某月某日（卡洛特抵達地球前三天）
20點左右JACO從暴徒手中救出タイツ。
某月某日（卡洛特抵達地球前二天）
お面マン的漫畫問世（Jaco）。
某月某日（卡洛特抵達地球前一天）
Jaco在東城從8號閃光中救出タイツ和岡割船長。
10點左右
卡洛特搭乘宇宙船越過オオモリたちの島，與JACO擦肩而過。
卡洛特抵達地球被孫悟飯發現，並將卡洛特取名為「孫悟空」。
12點左右JACO參觀電視台（Jaco）。
晚上タイツ的父親、母親和妹妹（布瑪）來到オオモリ的家（Jaco）。
18點時，JACO在新聞中播放的影片（Jaco）。
某月某日（卡洛特抵達地球二天後）
JACO完成使命便離開地球。
11月5日
琪琪出生。
牛魔王的妻子病逝。
737至749的期間。
JACO再次來到地球（JACO）。
タイツ成為科幻小說家（JACO）。
738年 
餃子出生。
孫悟空因為摔落山谷撞到頭，但存活下來變成乖孩子。
739年
牛魔王帶琪琪去涼景山野餐，涼景山被稱為「フライパン山」而聞名。
破壞神比魯斯在預言中聽到39年後會出現強大的人，隨後就睡39年。
740年
克林成為少林寺的弟子。
貝比控制謬博士(日語：ドクター・ミュー)對機器突變體的開發進行程式設計，並開始製造ルード和M2等（原創劇情）。
9月2日
普爾出生。
烏龍出生。
740～747年
烏龍和普爾南部變身幼兒園相遇，並學會「變身」。
745年
則卷阿拉蕾(日語：則卷アラレ)出生。
747年
飲茶和普爾相遇，開始在荒野擔任土匪。
748年
龜仙的不死鳥死於食物中毒。
在草叢中狩獵的海龜(日語：ウミガメ)迷路。
749年
則卷太平出生。
4月上旬
布瑪進入西都的高中入學。
4月至8月
布瑪在自家倉庫找到一顆二星球、北方山谷發現一顆五星球。
8月時
布瑪在學校放暑假期間來到オオモリ家（JACO）。

### 七龍珠
鳥山明原作《七龍珠》第001話「布瑪與孫悟空」～第194話「龍珠的贈禮」
1. 單行本第1卷～第17卷
2. 完全版第1卷～第13卷

以及經集英社授權，由東映、東映動畫、富士電視台及贊助商等共同製播的改編動畫影集。
1. 七龍珠，共153話

1. 鳥山明評述道“老實講，動畫剛開始時，總覺得有《怪博士與機器娃娃》般的溫柔，稍微有點甜，我不怎麼喜歡，但是好像比以前可愛。[42]”“我偏向把一切都交給他們，所以我沒提出過什麼要求。唯獨是有一次是在播映一段時間後，我覺得有些地方不夠完美，所以我警告了他們[43]。」
2. 後來隨著電視節目的收視率下滑，東映動畫公司及相關人員為了改變節目的風格、重新改變面貌以新的標題成為新的節目"七龍珠Z"在觀眾的面前播放，並將《聖鬥士星矢》製作團隊的部份動畫師、導演及劇作家等調移至《七龍珠》製作團隊，從孫悟飯登場的地方開始接著製作。[44]

749年
9月1日至9月9日
孫悟空與布瑪相遇。開始踏上尋找七龍珠的旅程。
孫悟空與布瑪、龜仙人、烏龍、飲茶等人與相遇。
龜仙人施展「龜派氣功波」將火焰山的火消滅。
神龍出現。烏龍許下內褲的願望讓皮拉夫(日語：ピラフ一)一夥征服世界的野心破滅。
9月10日
蘭琪從強盜手中逃脫、在孫悟空及克林的幫助下前往龜仙島。
孫悟空與克林拜入龜仙人門下。
9月11日
亀仙人、克林、蘭琪因為前一天吃下海豚而中毒昏迷一整天。
9月14日至第二年5月
孫悟空與克林進行嚴格特訓。
10月2日
布瑪在西都高中的第二學期開始。
Age750年
4月18日
紅緞帶軍團開始尋找七龍珠。
5月7日
第21回天下第一武道大會開幕。ジャッキー・チュン獲得優勝。
紅緞帶軍團找到六星球。
孫悟空與琪琪在牛魔王村再次相遇（原創劇情）。
被ギラン族的グルグルガム堵住的南村乾涸河流，因為孫悟空開始流通（原創劇情）。
5月8日
孫悟空消滅紅緞帶軍團的マッスルタワー。
5月9日
在ペンギン村，孫悟空與ブルー将軍戰鬥。ブルー将軍被則卷阿拉蕾擊敗。
在聖地カリン，孫悟空被桃白白擊敗。
5月10日至5月12日
孫悟空登上卡琳塔修行。
5月12日
孫悟空打敗桃白白、紅緞帶軍團總部消滅。
在占卜婆婆神殿，孫悟空和孫悟飯相遇。
孫悟空向神龍許願讓烏怕的父親ボラ復活。
7月某日
ナムの村進入梅雨季節（原創劇情）。
750年～753年
孫悟空展開行之旅。
孫悟空在チャオの村擊敗金閣、銀閣（原創劇情）。
孫悟空遇見陳大拳、展開天龍對決（原創劇情）。
孫悟空在クレス王国通過魔界之門與シュラ展開對決（原創劇情）。
孫悟空在擊敗猪鹿蝶後，與天津飯相遇（原創劇情）。
753年
5月5日
孫悟空與コンチキ相遇、前往パパイヤ島（原創劇情）。
5月7日
第22回天下第一武道大會開催。天津飯獲得優勝。
紅緞帶軍團的蓋洛博士使用微型昆蟲間諜機器人，開始收集孫悟空和其他人的戰鬥數據。
5月7日至5月9日
比克大魔王開始行動。
龜仙人對比克大魔王施展魔封波的封印失敗後死亡、餃子被比克大魔王擊敗。
比克大魔王許願變年輕後，將神龍擊敗。
キングキャッスル與地球的國王就任20週年紀念活動開始、比克大魔王登上王座。
孫悟空喝下超神水擊敗比克大魔王。魔二世(日語：マジュニア)出生。
桃白白的改造手術完成。
孫悟空前往神殿讓神龍復活。
孫悟空在天神那裡進行修行（到756）。
756年
5月7日
第23回天下第一武道大會開幕。孫悟空打敗魔二世獲得優勝、成為地球最強戰士。。
孫悟空與琪琪舉行結婚典禮（原創劇情）。
5月8日
孫悟空前往武行山、與孫悟飯相遇。將八卦爐的火消滅（原創劇情）。
757年
孫悟飯、薇黛兒(日語：ビーデル)出生。
760年～770年
宇宙人リルド被穆博士(日語：ドクター・ミュー)改造身體，並被任命為將軍 （原創劇情）。
超大型行星機器突變器與リルド將軍相連的M2星球完成、以這個星球為基地M2軍團開始從太空收集能量（原創劇情）。

### 七龍珠Z
鳥山明原作《七龍珠》第195話「謎般的異星人戰士」～第519話「再見了!七龍珠世界」
1. 單行本第17卷～第42卷
2. 完全版第14卷～第34卷

以及經集英社授權，由東映、東映動畫、富士電視台及贊助商等共同製播的改編動畫影集。
1. 七龍珠Z，共291話的系列
2. 七龍珠改，七龍珠改 魔人普烏篇，共159話的系列

761年
孫悟飯被葛利克Jr.一夥帶走，孫悟空擊敗葛利克Jr.（熱血熱鬥!孫悟空與孫悟飯）。
10月12日
拉帝茲(日語：ラディッツ)襲擊地球。 孫悟空和比克聯手擊敗拉帝茲(日語：ラディッツ)，孫悟空也死。
達爾和那霸(日語：ナッパ)前往地球。
某月某日。
達爾和那霸在前往地球的途中把アーリア星摧毀，在宇宙船中進入長眠（原創劇情）。
孫悟飯和比克一起開始修行。
飲茶成為一名棒球選手（原創劇情）。
孫悟飯在沙漠地下遺址與舊型機器人(日語：旧型ロボット)相遇（原創劇情）。
孫悟飯因思念返家途中遇到孤兒ピゲロ，之後鼓起勇氣離開（原創劇情）。
762年
3月某日。
克林、天津飯、餃子、飲茶、亞奇洛貝在天界神殿開始修行。
4月29日。
孫悟空抵達界王星並且開始修行。
5月某日。
克林和其他人踏上時之旅程與幻影賽亞人進行戰鬥，但是最後挑戰失敗（原創劇情）。
11月2日。
孫悟空完成行並復活。
11月3日
達爾和那霸抵達地球。
在賽亞人的攻擊下，飲茶、餃子、天津飯和比克在戰鬥中不幸喪生。
達爾在和孫悟空激烈戰鬥之後受重傷離開地球。
蓋洛博士在收集戰鬥數據後製造一個機器人。
一個超小型的間諜機器人從孫悟空一夥人那裡收集細胞，以利賽魯(日語：セル)的成長。
11月4日。
孫悟空和存活的戰士們住在西城的一家醫院裡。
11月9日。
布瑪的改造宇宙船完成。
11月14日
布瑪和克林、孫悟飯前往那美克星。
11月21日。
達爾回到79號弗力札星接受治療。
12月13日。
傷勢復原的達爾前往那美克星。
11月14日至12月18日的期間。
布瑪從宇宙中遇到的孩子們那裡得到前往那美克星捷徑的資訊（原創劇情）
布瑪的宇宙船被假的那美克星人搶走（原創劇情）。
12月18日
布瑪一行人和達爾抵達那美克星。
孫悟空前往那美克星。
孫悟空搭乘的宇宙船受到αHZ星引力影響並通過反沖逃離（原創劇情）。
比克、天津飯、飲茶、餃子抵達界王星，開始修行。
達爾與尚波發生戰鬥。
12月19日。
基紐特戰隊根據弗力札的命令前往那美克星。
12月20日。
達爾與克林、孫悟飯等人再次相遇。
12月24日。
孫悟空抵達那美克星。
孫悟空和達爾消滅基紐特戰隊。
由於那美克星的七龍珠的緣故，比克復活並來到那美克星、與那美克星的戰士尼爾同化。
開始與弗力札戰鬥。達爾、丹丹(天天)及克林死亡。
孫悟空變身成為超級賽亞人，並與弗力札進行死亡戰鬥。
被弗力札殺死的人們，因為地球上的七龍珠起死回生。
除那美克星中的孫悟空和弗力札之外，所有的人都來到地球。
大長老任命ムーリ為納美克星的下一任長老後壽終正寢。
孫悟空成功擊敗弗力札並乘坐宇宙船逃跑。 納美克星爆炸。
763年
慶祝海龜1000歲生日。
5月3日。
克林和飲茶復活。
9月10日。
天津飯和餃子復活，那美克星人遷徙到新的納美克星。
10月的某日。
一顆兇猛的恆星在5000年後首次接近地球。孫悟飯等人擊敗復活的葛利克Jr.（原創劇情）。
某月某日。
在孫悟空在ヤードラット星學會「瞬間移動」。
弗力札的改造手術完成。
764年
8月。
來自未來的特南克斯(日語：トランクス)擊敗弗力札和他的父親克魯德大王。
有一個超小型的昆蟲間諜機器採集細胞來製造賽魯(日語：セル)。
孫悟空，返回地球，在與特南克斯的談話中獲得資訊和心臟病的藥。
某月某日。
戰士們開始行，為人造人做準備。 達爾也開始在重力室里成為超級賽亞人的特別修行。
布瑪開始愛上達爾，飲茶失戀。
為取得汽車執照，孫悟空和比克前往駕訓班（原創劇情）。
蓋洛博士製造19號的機器人，並改造自己成為20號。
764年～767年
克維拉一夥襲擊地球. 與孫悟空等人發生戰鬥（最強對最強）。
766年
特南克斯出生。
767年
5月7日。
第24屆天下第一武道大會。撒旦先生(日語：ミスター・サタン)獲得成人組的冠軍，薇黛兒(日語：ビーデル)獲得少年組的冠軍。
5月12日
19號和蓋洛博士（20號）出現。
19號被貝吉達擊敗。
蓋洛博士喚醒17號、18號。18號喚醒16號。
蓋洛博士被17號殺害。
賽魯出現。
比克與地球的神融合。
克林和特南克斯阻止賽魯在這個世界上誕生。
孫悟空患心臟病。
5月15日。
達爾和未來的特南克斯進入精神時光屋。
孫悟空的心臟病已經痊癒。
5月16日。
達爾與未來的特南克斯從精神時光屋出來，孫悟空和孫悟飯進入精神時光屋。
賽魯吸收17號，18號進化成完全體。
5月17日。
賽魯向全世界宣佈舉辦賽魯遊戲。
5月18日。
牛魔王、孫悟空、琪琪和克林，為孫悟飯舉行一場生日派對（原創劇情）。
孫悟飯來到ライム達村擊退バーボン一夥人（原創劇情）。
5月19日。
孫悟空、孫悟飯及克林到外面露營。中午時分國防軍隊對賽魯進行攻擊，但失敗。
納美克星人的丹丹(天天)成為地球上的新神。
孫悟空開始尋七龍珠。
孫悟空與桃白白、ウォッカ再次相遇（原創劇情）。
5月26日
賽魯遊戲開始。
孫悟空、北界王、巴布魯斯(日語：バブルス)、古雷洛利(日語：グレゴリー)死於賽魯的自爆。
孫悟飯成功擊敗賽魯，向孫悟空告別。
5月27日至6月底的期間。
未來的特南克斯回到未來世界。
那個世界舉行武術大會。在決賽中，孫悟空和排骨飯(日語：パイクーハン)相識（原創劇情）。
拯救全人類、地球最強的武術天才－撒旦先生的新聞報導在電視播出。
某月某日。
孫悟天出生。
770年
克林和18號結婚。
771年
瑪倫出生。
773年。
東界王神辛恩(日語：東の界王神 シン)和吉比特界王神(日語：キビト界王神)來到地球，探索很久以前被遺棄的魔人普烏的蛋。
774年
4月7日。
孫悟飯前往撒旦市的橘子星高中上學、與薇黛兒相識。。
孫悟飯化身為超級賽亞超人(日語：グレートサイヤマン)。
4月8日。
薇黛兒識破孫悟飯的超級賽亞超人的身份。
孫悟飯傳授薇黛兒、孫悟天如何運用「氣」。

5月7日
第26屆天下第一武道大會開幕。
孫悟空復活一天。
魔法師巴比迪被魔人普烏殺死。
達爾自爆，隨後魔人普烏復活。
孫悟空變成超級賽亞人3時消耗大量的能量，所以比原先計劃更早回到那個世界。
第十五代老界王神從Z寶劍的封印中解放出來幫助孫悟飯釋放潛力。
一名地球人激怒魔人普烏逼出另一個邪惡的魔人普烏。
5月11日。
由於魔人普烏的攻擊，地球人幾乎被消滅。
比克、悟天克斯與孫悟飯被魔人普烏吸收。
孫悟空因為老界王神的緣故再次復活。
達爾返回這個世界一天。
孫悟空與達爾利用波特拉耳環(日語：ポタラ)成為達爾特(日語：ベジット)。
比克、悟天克斯和孫悟飯被救出，地球被魔人普烏消滅。
波倫加(日語：ポルンガ)神龍使地球復原。第十五代老界王神、地球人也全數復活。
孫悟空 聚集全地球人的元氣打敗魔人普烏
9月7日。
地球的七龍珠消去地球人對魔人普烏的記憶。
某月某日。
烏普出生。
775年
　繆博士創造最強的M2路德（原創劇情）。
ドルタッキー創建イカサマ教「路德教」開始收集信徒的能量（原創劇情）。
776年。
　撒旦先生將舉行一個紀念聚會。與此同時，達爾的弟弟ターブル和他的妻子來到地球（孫悟空與他的好朋友們回來）。
777年～779年的期間。
　孫悟飯和薇黛兒從橘子星高中畢業後結婚。
778年 
5月7日。
　第27屆天下第一武道大會。撒旦先生獲得冠軍，普烏先生(日語：ミスター・ブウ)獲得亞軍。
779年 
小芳出生。
780年 
布拉出生。
784年 
5月7日。
第28屆天下第一武道大會開幕，孫悟空帶著烏普去修行。
787年 5月7日。
第29屆天下第一武道大會開幕。撒旦先生獲得冠軍、普烏先生獲得亞軍。

### 七龍珠超
《七龍珠超》是《七龍珠》的漫畫作者鳥山明親自原案的全新故事，補足原作的第517話「大團圓之後」當中的空白故事。
1. 單行本第42卷，第209頁與第210頁之間。
2. 完全版第34卷，第195頁與第196頁之間。

或是經集英社授權，並有由東映、東映動畫、富士電視台及贊助商等製播的電視節目
1. 《七龍珠Z》

第288話「悟空遲到了!大家的宴會」
第289話「我是小芳!悟空當上爺爺!」之間。
1. 《七龍珠改 #魔人普烏篇》

第157話「真不愧是最強!!孫悟空消滅魔人普烏」。
第158話「10年後… 久違的天下第一武道大會!」之間。
參考項目為
1. 七龍珠 超史集－集英社、2016年1月21日、ISBN 4-8342-1524-5。
2. 東映動畫『七龍珠超』日文官方網站

（因為官方現有的設定集尚未公開七龍珠超的完整歷史，所以有些地方純屬粉絲的猜測。）
777年～779年的期間。
　孫悟飯和薇黛兒從橘子星高中畢業後結婚。
778年
5月7日。
　第27屆天下第一武道大會開幕。撒旦先生獲得冠軍，普烏先生(日語：ミスター・ブウ)獲得亞軍。
某月某日（布馬的38歳(實際45歳)生日派對）
破壞神比魯斯和天使維斯長達39年的睡眠中，甦醒過來。
孫悟空變成超級賽亞人之神(日語：超サイヤ人ゴッド)挑戰破壞神比魯斯。
阿請求地球的神龍讓弗力札復活。
779年
小芳出生。
某月某日
弗力札率領軍隊襲擊地球，找孫悟空復仇。
孫悟空、達爾，弗力札分別提升到新的境界。
孫悟空、達爾「超級賽亞人BLUE／超級賽亞人之神SS(日語：超サイヤ人ブルー／超サイヤ人ゴッドSS)」。
弗力札「黃金弗力札(日語：ゴールデンフリーザ)」。
第六宇宙篇的宇宙格鬥賽開幕，第7宇宙勝利。
未來特南克斯來到現代尋求幫助。
孫悟空、達爾、特南克斯、小舞搭乘時光機前往未來的世界，與闇黑悟空、扎馬斯戰鬥。
孫悟空、達爾利用波特拉耳環合體。
「達爾特(日語：ベジット)」誕生。
「超級賽亞人BLUE／超級賽亞人之神SS貝吉特(日語：超サイヤ人ブルー／超サイヤ人ゴッドSS ベジット)」誕生。
孫悟空等人和未來的全王一起回到現代，把未來全王介紹給現代全王認識，二個全王成為要好的朋友。
未來特南克斯和小舞回到未來。
780年
布拉出生。
780年之後
１２個宇宙的「力之大會」比賽開幕。
孫悟空領悟到「無我極境/意從身先心法(日語：身勝手の極意"兆")」的變身。
達爾領悟到「超級賽亞人之神 超級賽亞人BLUE・強化(日語：超サイヤ人ゴッド超サイヤ人ブルー・強化)」的變身。
孫悟空領悟到「無我極境/意從身先心法(日語：身勝手の極意)」。
力之大會剩餘最後的30秒孫悟空、弗力札聯手將吉連(日語：ジレン)打敗。
人造人類17號最後留在擂台、第7宇宙獲得勝利。超級神龍的力量讓消失的宇宙復原。

### 七龍珠GT
經集英社授權，在東映、東映動畫、富士電視台及贊助商等在製作改編的動畫影集《七龍珠(動畫)》《七龍珠Z》系列之後，緊接著製播的原創後續續集。GT的事件和經歷被收錄在以下三本官方書籍，收錄於七龍珠主要故事及歷史年代記。
1. 七龍珠 超全集3 「ANIMATION GUIDE PART2」－集英社、2013年4月4日、ISBN 978-4087824988
2. 七龍珠 超全集4 超事典－集英社、2013年5月9日、ISBN 978-4087824995
3. 七龍珠 超史集－集英社、2016年1月21日、ISBN 4-8342-1524-5。

七龍珠大全集7－集英社、1996年2月25日、ISBN 978-4087827576。於GT播放前一日(1996年2月6日)鳥山明接受採訪
「關於七龍珠新的電視動畫系列，您參與了哪些？」　
鳥山明答道「一點兒。我審閱東映動畫公司的故事大綱，並提點建議。此外，我畫一些人物設計跟概念圖。但是真的很有趣，有一種"啊，原來可以這麼做"的感覺，東映動畫的各位，每個人真的都為此絞盡腦汁，我覺得悟空被變成小不點會讓他們相當地頭疼。有了這個故事，我甚至有可能再繼續漫畫的連載，雖然我不打算繼續畫漫畫。（笑）」
1. 鳥山明在2005年發行的《日語：》的留言中提到「如果各位能和我一起開開心心地欣賞原作七龍珠壯闊的外傳故事"七龍珠GT"，那將是我一大榮幸！」。

789年
孫悟空因為皮拉夫一夥使用終極七龍珠變成孩子。
孫悟空、小芳、特南克斯離開地球，踏上尋找散落在宇宙的終極七龍珠的旅行。
孫悟空和貝比相遇。貝比寄生到各種外星人，在寄生過程中不斷累積能量最後洗腦宇宙及地球上的人。
孫悟空成為超級賽亞人4擊敗貝比。
790年時
地球因為終極七龍珠的副作用爆炸。
5月7日
第30屆天下第一武道大會開幕
蓋洛博士和繆博士在地獄開發新的人造人類17號(日語：新17号)。
超級17號(日語：スーパー17号)登場。 孫悟空和18號的合作攻擊中擊敗超級17號。
名為黑煙龍(日語：黒煙の龍)的神龍出現，他將所有邪惡負能量注入七龍珠裡變成七隻邪惡龍(日語：邪悪龍)。
5月8日
達爾變成超級賽亞人4，與孫悟空融合成為「超級賽亞人4悟達爾(日語：超サイヤ人4ゴジータ)」。
孫悟空請求最後的願望，讓最近死掉的人們復活。
孫悟空與七龍珠合為一體，和神龍一起去遙遠的地方。
889年時
孫悟空Jr.與帕庫前往包子山尋找七龍珠。
孫悟空將四星球交給孫悟空Jr.
5月7日
孫悟空Jr.參加天下第一武道大會，在少年組的決賽中與達爾Jr.戰鬥、小芳看見他的爺爺孫悟空。

## 其他的歷史
2013年發行的《七龍珠超全集》得知上述時空旅行產生三種歷史：「主要的歷史(日語：本編の歴史)」、「未來特南克斯的歷史(日語：未来トランクスの歴史)」與「賽魯來的歷史(日語：セルが来た歴史)」。但是除上述故事的三個歷史之外，可能還存有其他歷史在官方設定書上沒有記載。

但是1996年發行的《七龍珠大全集》中，亦有介紹第四個未來，即「沒有特南克斯的賽魯遊戲歷史(日語：セルゲーム時にトランクス不在の歴史)」。

在《七龍珠超》中也出現另一個「札瑪斯沒有被毀滅的歷史」，特南克斯與小舞(日語：マイ)最後回到的未來世界「封印札瑪斯的未來歷史」。《七龍珠Z 復活的「F」》和《七龍珠超 黃金弗力札篇》最後維斯(日語：ウイス)時間倒流的能力讓時間回到三分鐘之前是「時間回溯」沒有產生平行世界。

### 未來特南克斯的歷史
764年
孫悟空回到地球擊敗克魯德大王及弗力札和兵團。
766年布瑪與飲茶分手。
766年
特南克斯出生。
孫悟空罹患心臟病，在沒有與人造人類戰鬥時就過世。
767年
5月12日
蓋洛博士完成兩個人造人類的發明。
某月某日
許多戰士在與人造人類之戰中罹難。原作及動畫共同提到的七名戰士死亡名單：貝吉達、比克、神、克林、飲茶、天津飯和餃子。
780年
孫悟飯在對抗人造人類17號與18號的戰鬥中死亡。
784年
布瑪完成一台「HOPE!!時光機」。
特南克斯身受重傷。
特南克斯帶著心臟病的藥搭「HOPE!!時光機」回到過去。
某月某日
特南克斯搭「HOPE!!時光機」回來。
785年
某月某日
特南克斯搭「HOPE!!時光機」回到767的過去、探索人造人類的弱點。之後和父親貝吉達在精神時光屋進行培訓後，再回到785的未來世界擊敗人造人類17號、18號。
788年
某月某日
賽魯出現。
某月某日
特南克斯擊敗賽魯，未來世界恢復和平。
不明（擊敗賽魯的數年後）
魔法師巴比迪來到地球（七龍珠超）。
艾795年
闇黑悟空襲擊。
796年
特南克斯回到過去傳達有闇黑悟空的訊息。
孫悟空呼叫未來的全王消滅未來世界中的札瑪斯，此時空完全消滅。

### 賽魯來的歷史
764年
8月的某日
未來的特南克斯擊敗弗力札與克魯德大王。
昆蟲間諜機器從弗力札父子身上收集細胞以製造賽魯。
767年
5月12日
出現人造人類17號與18號。
孫悟空因心臟病或戰鬥而死亡。
785年
特南克斯充分利用控制器將人造人類17號、18號擊敗。
788
某月某日
賽魯出現。
某月某日
賽魯殺死特南克斯並奪走時光機。

## 七龍珠 Online的歷史
《七龍珠 Online(日語：ドラゴンボールオンライン)》係由日本和韓國共同開發製作的MMORPG網路遊戲。即使由《七龍珠》原作者鳥山明擔任監修，但是在日本仍未開發完成的情況下已結束營運。後來遊戲中的年代歷史設定沿用至家庭用主機遊戲《七龍珠 異戰》（日語：ドラゴンボール ゼノバース）系列、交換卡片街機遊戲《七龍珠群雄(日語：ドラゴンボールヒーローズ)》上套用這裡的設定。《七龍珠 Online》的歷史年代表是韓國官方所設計，但是可以透過臺灣攻略設定集找到這些資料。
250年
最後一個獨立的國家ヤッホイ宣告投降，地球人統一成為一個國家。
787年
第29屆天下第一武道大會開幕。撒旦先生獲得冠軍、普烏先生亞軍。丹丹(天天)將七龍珠封印起來。
790年
第30屆天下第一武道大會開幕。撒旦先生獲得冠軍、普烏先生亞軍。普烏先生製造出一個神奇的女魔人「普烏太太(日語：ミセス・ブウ)」成為普烏先生的伴侶。
791年
普烏太太創造魔人族的寶寶，普烏先生及太太夫婦倆成為“魔人族”的創始人。
801年
孫悟空意識到生命的盡頭，所以邀請貝吉達從地球離開之後行蹤不明。
804年
孫悟飯對力量進行系統化的整理‵出版《氣功科學(日語：気功科学)》的書籍。。
805年
特南克斯與孫悟天受到《氣功科學》的影響，發明「氣功劍術(日語：気功剣術)」。
820年
某月某日
85歲的撒旦先生過世，全國為撒旦先生舉行喪禮。
某月某日
弗力札的殘餘幫派襲擊地球。孫悟飯和其他戰士們聚集起來對抗。
821年
克林在龜先人門派下建立「新龜仙流(日語：新亀仙流)」，天津飯建立「新鶴仙流(日語：新鶴仙流)」。
824年
「布瑪基金會(日語：ブルマ財団)」成立。第一屆科幻大會戰「天下第一科學博覽會(日語：天下一科学博覧会)」開幕。
825年
一個曾經被普烏先生救出的盲人少年長大，他自稱“比伊(日語：ビイ)”並開設主題公園「普烏比伊BouBii World(日語：ブウビイワールド)」。
851年
神秘的戰士米拉(日語：ミラ)和他率領的軍隊襲擊新的那美克星，那美克星人移民到地球。
853年
那美克星人開始研究怪物，丹丹(天天)的弟弟カルゴ成為一名職業ポコポコ導師
855年
開設膠囊公司宇宙研究所。
962年
膠囊公司成立第250周年記念。概述人類歷史的「膠囊公司歷史博物館(日語：カプセルコーポレーション歴史博物館)」開幕。
990年
黑暗惡魔之王達布拉的姐姐トワ出現在時光機上調查蓋羅博士實驗室的遺址。
991年
在天下第一武道大會建立一個名為「終極戰鬥(日語：アルティメットバトル)」的活動，該活動可以使用武器、裝備，機器人也可以參加。。
996年
8月某日
與賽魯戰鬥，未來的特南克斯加入時間巡邏隊利用時光機穿越時間，告訴黑暗惡魔戰士米拉的存在與宇宙危機。比克開始調查地球危機。
10月某日
比克從調查中返回並告訴他，目前地球上沒有戰士能夠應對這種威脅。為鼓勵從地球人之中找到新的救世主，丹丹(天天)復活七龍珠。
1000年
新一代的戰士包括人類、那美克星人和魔人族已經獲得成長，為了地球的各種危機，戰士們繼續他們的修行旅途。

## 資料來源
1. ↑  鳥山明《七龍珠 第30卷》集英社〈Jump・Comics〉、1992年6月15日、ISBN 4～08～851420～3、116頁。
2. ↑  鳥山明《七龍珠 第28卷》集英社〈Jump・Comics〉、1991年11月15日、146頁。
3. ↑  「鳥山明的超會見」《七龍珠大全集第6卷》、集英社、1995年12月9日、ISBN 4～08～782756～9、213頁。
4. ↑  近藤裕編「DRAGON BALL魂 其之二 ◆鳥山先生 劇場版かく語りき」《VJump 2004年7月號》集英社、平成16年（2004年）7月1日、雑誌 11323～7、205頁。
5. ↑  鳥山明、とよたろう「其之十七 次期第10宇宙界王神候補ザマス」《DRAGON BALL超 第3卷》52頁。
6. ↑  鳥山明、とよたろう「其之十七 次期第10宇宙界王神候補ザマス」《DRAGON BALL超 第3卷》51頁。
7. ↑  ，g0054153400(恐龍化身DIO)，2019/01/15
8. ↑  Mision Tokyo. . Sigue el XXIII Salón del Manga en directo con Mmisiontokyo. 2017年11月3日. （原始内容存档于2020年5月24日）.
9. 1 2 3 4 5 6  七龍珠大全集第7卷 1996，第16頁.
10. 1 2  七龍珠大全集第7卷 1996，第111頁.
11. 1 2  七龍珠大全集第7卷 1996，第68頁.
12. ↑  「訪問鳥山名老師! SS Q&A」最強Jump2018年1月號ふろく《七龍珠S 賽亞人超最強Comics》集英社、2017年12月1日、119頁。
13. 1 2 3 4 5 6  七龍珠大全集第7卷 1996，第18頁.
14. ↑  七龍珠大全集第7卷 1996，第84頁.
15. ↑  七龍珠大全集第7卷 1996，第81頁.
16. ↑  「DRAGONBALL 徹底全激闘史 男の履歴書」《DRAGON BALL 冒険SPECIAL》集英社、1987年12月1日、雑誌29939～12/1、38頁。
17. 1 2 3 4 5 6 7 8 9 10 11 12  七龍珠超全集4卷 2013，第8～26頁.
18. ↑  鳥山明《銀河巡警JACO》集英社、2014年4月4日、ISBN 978～4～08～870892～8、216頁。
19. ↑  「DRAGONBALL 徹底全激闘史 男の履歴書」《DRAGON BALL 冒険SPECIAL》集英社、1987年12月1日、雑誌29939～12/1、34頁。
20. 1 2  七龍珠大全集第7卷 1996，第19頁.
21. ↑  鳥山明「怪博士與機器娃娃ほよよ履歷至則卷太平」《怪博士與機器娃娃》第4卷、集英社、1981年、46頁。
22. 1 2 3 4  七龍珠大全集第7卷 1996，第95頁.
23. ↑  鳥山明「怪博士與機器娃娃ほよよ履歷至山吹みどり」《怪博士與機器娃娃》第4卷、集英社、1981年、134頁。
24. 1 2  七龍珠大全集第7卷 1996，第88頁.
25. ↑  鳥山明「怪博士與機器娃娃ほよよ履歷至空豆タロウ」《怪博士與機器娃娃》第4卷、集英社、1981年、102頁。
26. 1 2  七龍珠大全集第7卷 1996，第78頁.
27. 1 2 3 4  七龍珠大全集第7卷 1996，第20頁.
28. ↑  鳥山明「怪博士與機器娃娃ほよよ履歷至空豆ピースケ」《怪博士與機器娃娃》第4卷、集英社、1981年、118頁。
29. ↑  鳥山明「怪博士與機器娃娃ほよよ履歷至木緑あかね」《怪博士與機器娃娃》第4卷、集英社、1981年、88頁。
30. ↑  七龍珠大全集第7卷 1996，第63頁.
31. ↑  後藤広喜編「永久保存版!! Jumpオールキャラクター総勢148名!! 名鑑」《週刊少年Jump 1986年37號》集英社、1986年8月25日、雑誌29934～8/25、11頁。
32. ↑  Jump・Comic出版編集部編「第1章 角色集合 Heroes collection 9 ヤムチャ」《DRAGON BALL 超級興奮的指南 角色篇》集英社〈Jump・Comics〉 2009年3月4日、ISBN 978～4～08～874804～7、22頁。
33. 1 2  後藤広喜編「永久保存版!! Jumpオールキャラクター総勢148名!! 名鑑」《週刊少年Jump 1986年37號》8頁。
34. 1 2  後藤広喜編「永久保存版!! Jumpオールキャラクター総勢148名!! 名鑑」《週刊少年Jump 1986年37號》3頁。
35. ↑  七龍珠大全集第7卷 1996，第79頁.
36. 1 2  後藤広喜編「永久保存版!! Jumpオールキャラクター総勢148名!! 名鑑」『週刊少年Jump 1986年37号』
37. ↑  Jump・Comic出版編集部編「第1章 角色集合 Heroes collection 15 チチ」『DRAGON BALL 超級令人興奮的人物指南』29頁。
38. 1 2  Jump・Comic出版編集部編「第1章 角色集合 Heroes collection 12 餃子」『DRAGON BALL 超級令人興奮的人物指南』26頁。
39. 1 2  後藤広喜編「永久保存版!! Jumpオールキャラクター総勢148名!! 名鑑」『週刊少年Jump 1986年37号』7頁。
40. ↑  七龍珠大全集第7卷 1996，第103頁.
41. 1 2 3  七龍珠大全集第7卷 1996，第22頁.
42. ↑  渡辺彰則編『七龍珠大全集 3巻』集英社、1995年9月9日、ISBN 4-08-782753-4、13頁。
43. ↑  Jump・Comic 出版編集部編「特別コラム 鳥山明 わしが お答えしまっせ」『電視動畫究極ガイド DRAGON BALL 極限バトルコレクション ラウンド02 賽魯篇〜魔人普烏篇』集英社、2010年8月9日、ISBN 4-08-874841-7、89頁。
44. ↑  「鳥嶋和彦 鳥山先生と築いたヒストリー」『サンケイスポーツ特別版 ドラゴンボールZ復活の「F」新聞』サンケイスポーツ、2015年4月18日、28面。
45. 1 2 3 4  七龍珠大全集第7卷 1996，第24頁.
46. 1 2 3 4 5 6 7  七龍珠大全集第7卷 1996，第25頁.
47. ↑  七龍珠大全集第7卷 1996，第100頁.
48. 1 2 3 4  七龍珠大全集第7卷 1996，第26頁.
49. 1 2 3 4  七龍珠大全集第7卷 1996，第28頁.
50. ↑  七龍珠大全集第7卷 1996，第27頁.
51. 1 2 3 4 5 6 7  七龍珠大全集第7卷 1996，第29頁.
52. 1 2 3 4 5  七龍珠大全集第7卷 1996，第30頁.
53. 1 2  七龍珠大全集第7卷 1996，第31頁.
54. 1 2 3 4 5  七龍珠大全集第7卷 1996，第32頁.
55. ↑  七龍珠大全集第7卷 1996，第109頁.
56. 1 2 3 4 5 6 7 8 9 10 11 12  七龍珠大全集第7卷 1996，第33頁.
57. ↑  「DRAGON BALL年代記」『鳥山明 The world of DRAGON BALL Pamphlet』東映、6～9頁
58. ↑  七龍珠超全集第4卷 2013，第8～26頁.
59. ↑  .   [2018-03-10]. （原始内容存档于2019-04-17）.
60. ↑  .   [2018-03-29].
61. ↑  ドラゴンボール超全集 4卷 2013，第29頁.
62. ↑  ドラゴンボール大全集 7卷 1996，第34頁.
63. 1 2 3  「http://www.toei～anim.co.jp/tv/dragon_s/special/07.html 未來特南克斯篇歷史年表公開! ～ 七龍珠超]」～東映動畫（日語）
64. ↑  「其之一四 未來的SOS」『DRAGON BALL超 第2卷』集英社〈Jump・Comic〉、2016年12月2日、ISBN 978～4～08～880867～3、153頁
65. 1 2 3 4 5 6 7 8 9 10 11 12 13 14 15 16  七龍珠大全集第7卷 1996，第34頁.
66. ↑  V Jump編集部編「VIDEOGAME SELECTION PICK UP! 05 DRAGON BALL XENOVERSE」『30th Anniversary 七龍珠超史集 ～SUPER HISTORY BOOK～』集英社〈愛藏版Comics〉、平成28年（2016年）1月26日、ISBN 978～4～08～792505～0、190～191頁。
67. ↑  「Chapter1 Chronicle」『DRAGON BALL ONLINE 드래곤볼 온라인 공식 가이드북』ソウル文化社、2010年8月30日出版、ISBN 9788926314241、6～20頁
68. ↑  . 韓国ショッピングサイト『YES24』.   [2018-03-11]. （原始内容存档于2019-09-06）.
69. ↑  「Chapter1 起源之卷 年代記（6～17頁）、歴史年表（18頁）」『七龍珠Online攻略設定集～官方新手之書～』東立出版社、2011年9月2日出版、ISBN 9789861078717、6～18頁
70. ↑  . 4Gamer.net. 2009-12-03  [2015-06-18]. （原始内容存档于2020-05-08）.